# 索拉罗新村
索拉罗新村（義大利語：Villanova Solaro）是意大利库内奥省的一个市镇。总面积14.78平方公里，人口782人，人口密度52.9人/平方公里（2009年）。ISTAT代码为004246。